# Хиршль, Эмерико
Э́мерих Хиршль (венг. Hirschl Emerich; 11 июня 1900, Будапешт — 23 сентября 1973, Буэнос-Айрес), более известен под именем Эме́рико Хиршль (исп. Emérico Hirschl) — венгерский футболист и футбольный тренер. Был первым тренером-иностранцем в Аргентине.

## Карьера
Эмерих Хиршль, по его собственным словам, выступал за клуб «Ференцварош» в 1920-х годах. Во время выступления за эту команду, он проводил турне по Южной Америке. При этом, в составе команды Эмерико не играл, а числился массажистом. Также он не провёл ни одного матча за этот клуб в чемпионате Венгрии. В конце 1920-х годов он выступал в США за клуб «Нью-Йорк Хакоах». После того, как его виза закончилась, он приехал в Париж, чтобы продлить разрешение на проживание в Америке. Там Хиршль познакомился с промышленником Франческо Мараццо, который поспособствовал тому, что президент бразильского клуба «Палестра Италия» предложил венгру работу. Эмерико стал помощником главного тренера команды Эугенио Меддьеши, а также в двух играх (одна победа и одно поражение) самолично возглавлял «Палестру».

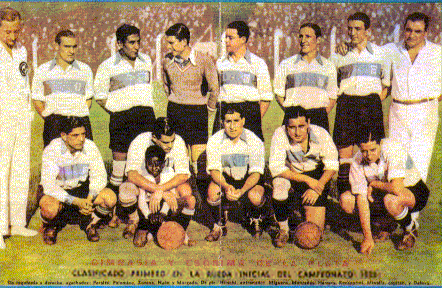
«Экспресс 33»

В 1932 году Хиршль возглавил клуб «Химнасия и Эсгрима», став первым тренером-не аргентинцем в истории футбола страны. На следующий год венгр создал команду, прозванную «Экспресс 33». Команда не выиграла ни одного турнира, но удивила своей остроатакующей игрой, забив 90 голов в 34 играх. При этом, отсутствие побед в чемпионате связывалось с неквалифицированным судейством в матчах с «Бокой Хуниорс» и «Сан-Лоренсо».
Я не учу футболу. Было бы смешно пытаться учить футболу в стране, где в него играют лучше всегоЭмерико Хиршль в 1933 году
В 1935 году Хиршль возглавил «Ривер Плейт». Он сразу начал привлекать к основному составу молодых игроков «Ривера», в частности, при нём в клубе дебютировали Хосе Мануэль Морено и Адольфо Педернера. С «Ривером» Хиршль дважды выиграл чемпионат Аргентины. Венгр оставил клуб лишь в 1938 году. Затем он дважды возвращался в «Химнасию», но успеха не добился. Впоследствии Хиршль работал с «Росарио Сентраль», где провёл 2 сезона, выиграв 25 матчей, 10 сведя вничью и 33 проиграв, «Сан-Лоренсо» и «Банфилдом». Карьера Эмерико в аргентинском футболе оборвалась после обвинения от ассоциации футбола Аргентины в предложении взятки одному из игроков клуба «Феррокариль Оэсте», Себастьяна Гуалько.
В 1945 году Эмерико стал главным тренером клуба «Крузейро» из Порту-Алегри. Он привёл команду к выигрышу Кубка Порту-Алегри в 1947 году. В 1949 году Хиршль возглавил уругвайский «Пеньяроль». В первом же сезоне он привёл клуб к победе в чемпионате Уругвая, в розыгрыше которого клуб одержал 29 побед при 3-х ничьих и одном поражении, забив 118 голов и пропустив лишь 34. В следующем году «Пеньяроль» не смог стать чемпионом, несмотря на то, что в составе сборной, выигравшей чемпионат мира, основное представительство было у этого клуба. Но президент команды, Эдуардо Альяуме выразил доверие венгру и оставил его у руля команды. Это принесло успех, клуб выиграл чемпионат Уругвая.
В 1961 году Хиршль вернулся в «Ривер Плейт», благодаря инициативе президента клуба, Антонио Веспусио Либерти. Но венгр не долго проработал с командой, из-за давление прессы, не простившей Хиршлю дачу взятки и неудачных стартовых результатов команды. «Ривер» стал последним клубом в карьере Эмерико. После ухода из него, венгр остался в Буэнос-Айресе и занимался там бизнесом.

## Достижения
- Чемпион Аргентины: 1936, 1937
- Чемпион Уругвая: 1949, 1951